# Led Zeppelin IV
| 평가 점수                     | 평가 점수 |
| 출처                          | 점수      |
| ----------------------------- | --------- |
| AllMusic                      | [ 3 ]     |
| Blender                       | [ 4 ]     |
| Christgau's Record Guide      | A         |
| Encyclopedia of Popular Music | [ 6 ]     |
| Entertainment Weekly          | A+        |
| Mojo                          | [ 8 ]     |
| MusicHound Rock               | 5/5       |
| Pitchfork                     | 9.1/10    |
| Q                             | [ 11 ]    |
| The Rolling Stone Album Guide | [ 12 ]    |

흔히 《Led Zeppelin IV》로 알려진 영국의 록 밴드 레드 제플린의 제목 없는 네 번째 스튜디오 음반은 1971년 11월 8일, 애틀랜틱 레코드에 의해 발매되었다. 기타리스트 지미 페이지가 프로듀싱하였으며, 1970년 12월부터 1971년 2월 사이에 녹음되었으며, 주로 컨트리 하우스 헤들리 그레인지에서 녹음되었다. 이 음반에는 이 밴드의 가장 잘 알려진 곡 중 하나인 〈Stairway to Heaven〉이 수록되어 있다.
헤들리 그레인지에서의 비공식적인 설정은 밴드에 영감을 주었고, 그들이 다양한 스타일의 음악을 만들어내도록 했다. 밴드의 이전 음반인 《Led Zeppelin III》가 비평가들로부터 미온적인 평가를 받은 후, 그들은 그들의 네 번째 음반이 공식적으로 제목이 정해지지 않고, 대신 각 밴드 멤버가 선택한 4개의 기호로 대신 대표될 것이라고 결정했는데, 커버에 이름이나 다른 세부 사항들을 기재하지 않았다. 이전의 두 음반과 달리, 이 밴드는 몇몇 게스트 음악가들이 참여하였다. 로버트 플랜트 (보컬), 지미 페이지 (기타), 존 폴 존스 (베이스), 존 본햄 (드럼) 등이 〈The Battle of Evermore〉의 페어포트 컨벤션의 보컬리스트 샌디 데니, 〈Rock and Roll〉의 롤링 스톤스의 피아니스트 이언 스튜어트가 합류했다. 이전 음반과 마찬가지로 대부분의 소재는 밴드에 의해 쓰여졌지만, 멤피스 미니 블루스 곡의 하드 록 재해석인 〈When the Levee Breaks〉가 있었다.
이 음반은 상업적이고 비판적인 성공을 거두었으며, 전 세계적으로 3,700만 장 이상을 판매한 레드 제플린의 베스트셀러다. 이 음반은 미국에서 가장 많이 팔린 음반 중 하나이며 비평가들은 정기적으로 이 음반을 역대 최고의 음반 목록에 올려놓았다.

## 배경
1970년 10월, 《Led Zeppelin III》의 발매에 이어 라이브 공연에서 잠시 휴식을 취하며 후속 녹음에 주력했다. 그들은 TV로 방송될 새해 전야제 공연을 포함하여 모든 관광 제의를 거절했다. 그들은 새로운 자료를 쓰기 위해 웨일스 스노도니아에 있는 시골집 브론 얼 아이르로 돌아왔다.
음반 녹음은 1970년 12월, 런던 아일랜드 레코드의 바싱 스트리트 스튜디오에서 시작되었다. 이 그룹은 믹 재거의 집인 스타그로브스를 녹음 장소로 고려했지만 너무 비싸다고 판단했다. 그 후 그들은 다음 달 롤링 스톤스 이동식 스튜디오와 엔지니어 앤디 존스를 사용하여 영국 햄프셔주에 있는 컨트리 하우스 헤들리 그레인지로 이사했으며 롤링 스톤스의 이언 스튜어트가 도움을 주었다. 존스는 방금 《Sticky Fingers》를 엔지니어링하는 일을 했고 이동식 스튜디오를 추천했다. 기타리스트 겸 프로듀서 지미 페이지는 나중에 "우리는 차를 한 잔 마시고 정원을 돌아다니며 들어가서 우리가 해야 할 일을 할 수 있는 그런 시설이 필요했다"고 회상했다. 헤들리 그레인지의 이 느긋하고 대기적인 환경은 또한 밴드에게 다른 이점을 제공했는데, 그들은 공동체의 방해로 인해 일부 트랙이 발생하면서 즉흥적인 공연을 즉시 포착할 수 있었기 때문이다. 베이시스트 겸 키보디스트인 존 폴 존스는 술집이나 레저 시설이 없었던 것을 기억했지만, 이것은 그룹이 흐트러지지 않고 음악에 집중하는 데 도움이 되었다.

## 곡 목록
| #  | 제목                       | 작사·작곡                              | 재생 시간 |
| -- | -------------------------- | -------------------------------------- | --------- |
| 1. | 〈Black Dog〉              | 지미 페이지, 로버트 플랜트, 존 폴 존스 | 4:54      |
| 2. | 〈Rock and Roll〉          | 페이지, 플랜트, 존스, 존 본햄          | 3:40      |
| 3. | 〈The Battle of Evermore〉 | 페이지, 플랜트                         | 5:51      |
| 4. | 〈Stairway to Heaven〉     | 페이지, 플랜트                         | 8:02      |

| #  | 제목                      | 작사·작곡                               | 재생 시간 |
| -- | ------------------------- | --------------------------------------- | --------- |
| 1. | 〈Misty Mountain Hop〉    | 페이지, 플랜트, 존스                    | 4:38      |
| 2. | 〈Four Sticks〉           | 페이지, 플랜트                          | 4:44      |
| 3. | 〈Going to California〉   | 페이지, 플랜트                          | 3:31      |
| 4. | 〈When the Levee Breaks〉 | 페이지, 플랜트, 존스, 본햄, 멤피스 미니 | 7:07      |

## 인증
| 국가                                                  | 인증          | 판매량/출하량 |
| ----------------------------------------------------- | ------------- | ------------- |
| 아르헨티나 (CAPIF)                                    | 플래티넘      | 60,000^       |
| 오스트레일리아 (ARIA)                                 | 9× 플래티넘   | 630,000^      |
| 캐나다 (뮤직 캐나다)                                  | 2× 다이아몬드 | 2,000,000^    |
| 프랑스 (SNEP)                                         | 골드          | 150,000*      |
| 독일 (BVMI)                                           | 3× 골드       | 750,000^      |
| 이탈리아 (FIMI) since 2010                            | 플래티넘      | 50,000*       |
| 라트비아 (LaMPA)                                      | 플래티넘      | 8,000*        |
| 노르웨이 (IFPI 노르웨이)                              | 실버          | 20,000        |
| 스페인 (PROMUSICAE)                                   | 플래티넘      | 100,000^      |
| 영국 (BPI)                                            | 6× 플래티넘   | 1,800,000^    |
| 미국 (RIAA)                                           | 23× 플래티넘  | 23,000,000^   |
| *판매량을 기반으로 한 인증 ^출하량을 기반으로 한 인증 |               |               |